# Büscherhof (Much)
Büscherhof ist ein Ortsteil der Gemeinde Much im Rhein-Sieg-Kreis. 

## Lage
Büscherhof liegt auf den Hängen des Bergischen Landes im westlichen Zipfel von Much. Nachbarorte sind Növerhof im Osten und Schwellenbach im Südosten. Büscherhof ist über die Landesstraße 318 erreichbar.

## Einwohner
1830 hatte der Hof acht Einwohner.
1901 hatte das Haus zehn Einwohner. Hier wohnte die Familie Ackerer Ferdinand Linder.